# Kuća sretnog čovjeka u Omišu
Renesansna kuća u gradiću Omišu, na adresi Knezova Kačića 5, sastoji se od prizemlja, kata i potkrovlja. Ulazno pročelje joj je na južnoj strani prema glavnoj ulici. Na njemu su u prizemlju sa zapadne strane velika četvrtasta vrata renesansne profilacije s glatkim umetkom nad nadvratnikom te profilacijom nad njima. Iznad prizemlja je profil kroz svu širinu pročelja, otučen na mjestima gdje su kasnije postavljeni prozori. Ziđe prizemlja je fino obrađeno s minimalnim sljubnicama, a iznad toga je ziđe slabije kvalitete, ali postavljeno u pravilnim redovima. Krov je na dvije vode sa sljemenom sjever-jug. Kuća pripada renesansnom stilu 16. stoljeća.
Natpisi na nadvratnicima

## Zaštita
Pod oznakom RST-0998-1978. zavedena je pod vrstom "nepokretno kulturno dobro - pojedinačno", pravna statusa zaštićena kulturnog dobra, klasificirano kao "stambene građevine".

## Vanjske poveznice
|  | Zajednički poslužitelj ima još gradiva o temi Kuća sretnog čovjeka u Omišu |